# المنتقى (كتاب)
المنتقى أو المنتقى في السنن المسندة أو المنتقى في السنن أحد كتب الحديث النبوي، ألفه ابن الجارود. الكتاب يدرج ضمن صفحاته أدلة الأحكام الفقهية، مرتبةً تبعًا لترتيب أبواب الفقه. فهو مليء بالأحاديث النبوية، والتي تتعلق بالتحليل والتحريم وما إلى ذلك. وأكد ذلك الذهبي حين قال في كتابه «سير أعلام النبلاء»:
| المنتقى (كتاب) | "المنتقى" في السنن مجلد واحد في الأحكام، ولا ينزل عن رتبة الحسن فيه إلا اليسير، وما دون ذلك فقد اختلف فيها اجتهاد النقاد | المنتقى (كتاب) |

.

## أهمية الكتاب
يندرج الكتاب ضمن كتب الحديث النبوي التي التزم أهلها فيها الصحة، حيث إن الأحاديث الصحيحة لم يستوعبها كتاب واحد حتى الآن، وكل مَن صنف في ذلك لم يدع ذلك، لذا فقد بقيت هناك أحاديث كثيرة صحيحة لم يستوعبها كتابَا الإمامين البخاري ومسلم، ومن جاء بعدهما كالحاكم أبي عبد الله، وابن خزيمة، وابن حبان. من أجل ذلك كانت الحاجة ماسة لإكمال ما بدأه البخاري ومن سار على نهجه ممَّن ألَّف في الصحيح.

## منهج ابن الجارود
يوضح منهج ابن الجارود دقته وعلمه، ويبدو ذلك في:
- تسمية المصنف لكتابه بالمنتقى تشعر أنه اختار أحاديث من مجموع مسموعاته الكثيرة عن شيوخه الذين يربو عددهم على المائة وفق معايير علمية محددة، تلك المعايير التي جعلت مَن جاء بعده من العلماء يصنف هذا الكتاب ضمن الكتب التي التزم أصحابها فيها الصحة بعد تأكدهم من نظافة أسانيده، وصلاحية أحاديثه للاحتجاج بها في مجال الأحكام الشرعية، وهو موضوع يتشدَّد فيه المحدِّثون. فكان ينتقي الأحاديث من جانبين، الأول تعلقه بالحكم الشرعي، والثاني صحته ما استطاع إلى ذلك سبيلًا.
- حاول المصنف في إيراده للأحاديث أن تشتمل متونها على زيادات لم يوردها مَن صنف في الصحيح قبله مع اشتراكه معهم في رواية تلك الأحاديث، وهذا معنى آخر للانتقاء، هو الذي جعل شراح الأحاديث يعتمدون على كتاب المنتقى في توجيه بعض الأحاديث.
- اختار ابن الجارود في كتابه انتقاء الأحاديث الصحيحة، وترك الضعيف وما إلى ذلك. وقال في هذا الكتاني في كتابه «الرسالة المستطرفة»: «تتبعت أحاديثه فلم ينفرد عن الشيخين منها إلا بيسير».[3]

وقال فيه الحافظ السيوطي أيضًا في كتابه الجامع الكبير:
| المنتقى (كتاب) | جميع ما في الكتب الخمسة صحيح، فالعزو إليها معلم بالصحة، سوى ما في "المستدرك" من المتعقب فأنبه عليه، وكذا ما في "موطأ مالك"، و"صحيح ابن خزيمة"، و"أبي عوانة"، و"ابن السكن"، و"المنتقى" لابن الجارود، والمستخرجات، فالعزو إلأيها معلم بالصحة أيضًا | المنتقى (كتاب) |

. وقد زاد عن الصحاح الستة 25 حديثًا فقط.
- يعد كتاب المنتقى مستخرجًا على صحيح ابن خزيمة، وبالتالي فإن منهجه يكاد أن يتفق مع منهج ابن خزيمة في الصحيح.
- قام فيه ابن الجارود بشمل الأحاديث النبوية المتعلقة بالأحكام الفقهية ما استطاع.
- التقليل من الآثار الموقوفة.
- ترتيب الكتاب على كتبٍ وأبواب فقهية.
- اختصاره لرواية الحديث عند تكرارها، لألا يطيل، وليأخذ ما يحتاج إليه من الحديث في تبيان الحكم الفقهي، ومن مثل ذلك ما ذكره في حديث الصغاني عن عبد الله بن عمرو حيث ذكر فقط: «المسلمون تتكافأ دماؤهم».

## أهمية الكتاب
برزت أهمية الكتاب عند العلماء، وخصوصًا علماء الأندليس، فقد اعتنوا به عناية خاصة. فقال فيه ابن حزم الأندلسي: «أولى الكتب بالتعظيم صحيحا البخاري ومسلم، وصحيح ابن السكن ومنتقى ابن الجارود». وكذلك سماه ابن عبد البر صحيحًا في كتابه الإتحاف، وجعله من بين المراجع الأساسي لكتابه.
وقد كتب عليه العلماء قديمهم وحديثهم كُتبًا، منها:
1. «المرتضى في شرح المنتقى» لأبي عمر الأندليسي (سماه الكتاني «المرتقى في شرح المنتقى»).[9]
2. «الحوض المورود في زوائد منتقى ابن الجارود» كتبه محمد ناصر الدين الألباني.
3. «زوائد المنتقى» للدكتور مقبل النفيعي.
4. «غوث المكدود بتخريج منتقى ابن الجارود» لأبي إسحاق الحويني. وهو كتاب في تخريج أحاديث المنتقى.
5. «لؤلؤة الأصداف بترتيب المنتقى على الأطراف» لأبي إسحاق الحويني أيضًا.

## الأحاديث المتضمنة فيه
بلغ إجمالي الأحاديث التي أوردها المصنف في كتابه (1114) حديثًا وفق التفصيل الآتي:
- بلغ عدد الأحاديث الصحيحة (934) حديثًا.
- الأحاديث الحسنة لذاتها (84) حديثًا.
- الأحاديث الحسنة لغيرها (96) حديثًا.

## شيوخ ابن الجارود في المنتقى
وعدد المرويات في طبعة دار التأصيل هو (1131) وعدد الشيوخ (106)،
| التسلسل | الشيخ                     | عدد مروياته |
| ------- | ------------------------- | ----------- |
| 1       | الذهلي                    | 418         |
| 2       | محمد بن يزيد              | 125         |
| 3       | عبد الله بن هاشم          | 80          |
| 4       | ابن خشرم                  | 67          |
| 5       | محمود بن آدم              | 58          |
| 6       | الأشج                     | 37          |
| 7       | محمد بن عبد الله بن الحكم | 32          |
| 8       | الكوسج                    | 29          |
| 9       | الدورقي                   | 27          |
| 10      | بحر بن نصر                | 25          |
| 11      | أحمد بن يوسف              | 19          |

## وصلات خارجية
- تحميل المنتقى من المكتبة الشاملة
- تحميل المنتقى من المكتبة الوقفية